# Eloeophila solstitialis
Eloeophila solstitialis là một loài ruồi trong họ Limoniidae. Chúng phân bố ở miền Tân bắc.